# New Orleans, Jackson and Great Northern

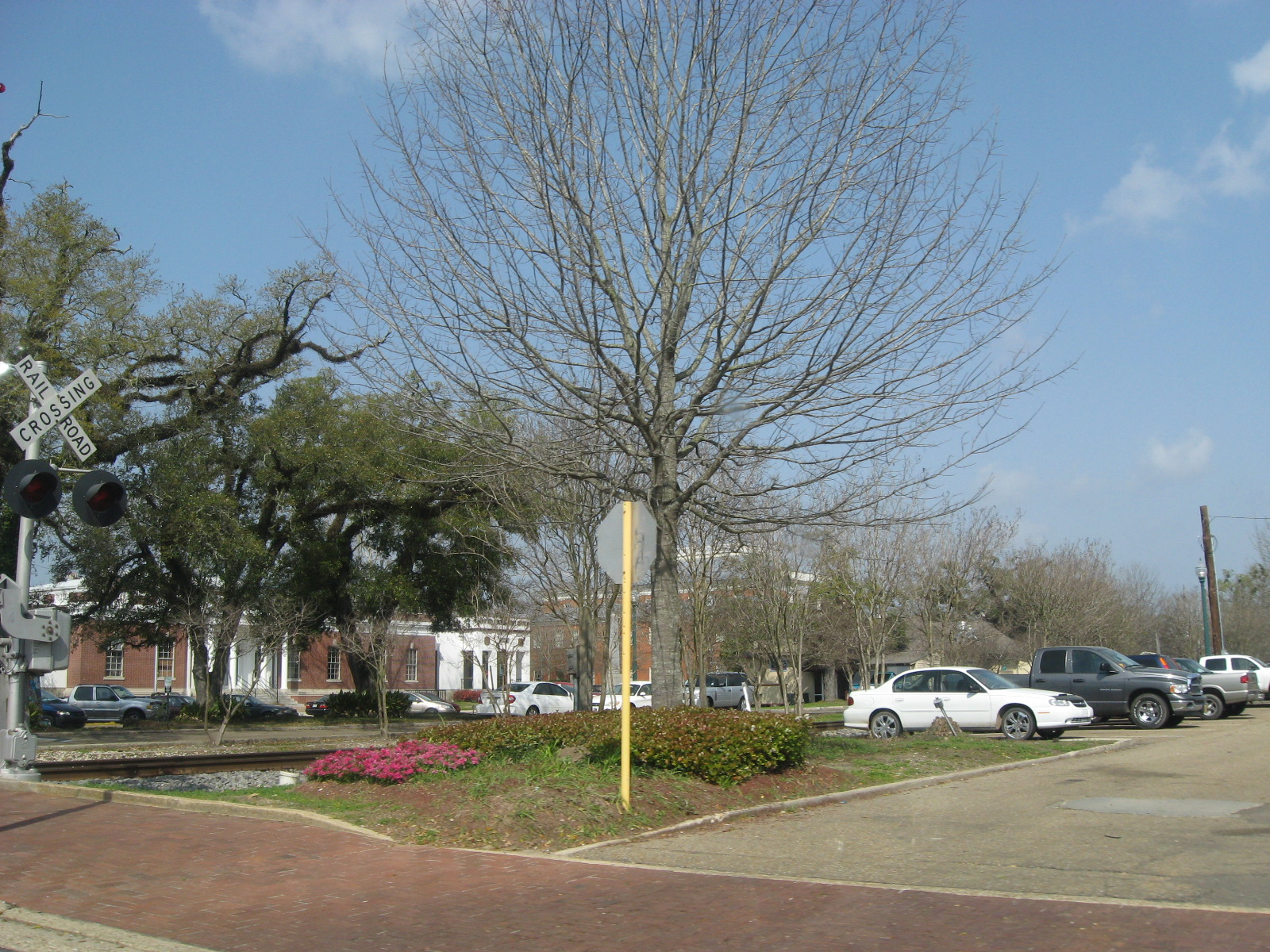
Parking lot near railroad crossing in downtown Hammond, LA

La New Orleans, Jackson and Great Northern était une ligne de chemin de fer de 332 kilomètres commandée à l'origine par l'État de l'Illinoiset qui reliait Canton dans le Mississippi, à La Nouvelle-Orléans.
Achevé juste avant la guerre de Sécession, il servira les intérêts stratégiques, en particulier pour les États confédérés d'Amérique. Il sera donc une cible de choix et sera en grande partie en ruines à la fin de la guerre.
Restaurée dans le cadre du Mississippi Central Railroad (1852-1874), elle a été fusionnée dans l'Illinois Central Railroad en 1878. En 1972, elle est devenue l'Illinois Central Gulf Railroad, après avoir fusionnée avec la Gulf, Mobile and Ohio Railroad. En 1998, l'Illinois Central Railroad a fusionné avec le réseau Canadien National.